# Ricardo Gomes
Raymundo Ricardo Gomes (Rio de Janeiro, 13 december 1964), meestal bekend als Ricardo Gomes of kortweg Ricardo, was een Braziliaans voetballer en is voetbaltrainer. Hij speelde als verdediger, won diverse grote prijzen en was ook international voor Brazilië. In 1996 zette hij een punt achter zijn carrière en begon hij een carrière als trainer. Tegenwoordig is hij hoofdtrainer bij het Braziliaanse São Paulo.

## Loopbaan als speler
Ricardo begon zijn voetbalcarrière bij Fluminense FC in zijn geboortestad Rio de Janeiro. De verdediger debuteerde op 18-jarige leeftijd in 1983. Na vele prijzen te hebben gewonnen, ging hij na vijf jaar de oversteek maken naar Europa. Hij tekende een contract bij Benfica waar hij drie seizoenen ging spelen. Hij groeide uit tot een van de beste verdedigers van Portugal. Na het succes in Portugal, ging Ricardo naar Frankrijk waar hij uitkwam voor Paris Saint-Germain. Zijn debuut in de Ligue 1 maakte hij op 20 juli 1991 in een uitwedstrijd tegen Nantes. Ook gedurende zijn PSG-periode werden zijn kwaliteiten als speler erg gewaardeerd. Na vier seizoenen waarin hij ook weer vele prijzen haalde, keerde hij terug naar Benfica om zijn carrière af te sluiten op slechts 31-jarige leeftijd.

### Braziliaans elftal
De successen van Ricardo bij zijn clubs in Brazilië en in Europa waren logischerwijs ook gevolgd door de Braziliaanse bondscoaches. Ricardo kwam vele malen uit voor vertegenwoordigende elftallen en beleefde zijn hoogtepunt op het WK van 1990. Brazilië wist alle poulewedstrijden te winnen, doch nota bene aartsvijand Argentinië was te sterk in de 1/8ste finale.
Vier jaar later leek hij weer in de selectie voor het WK 1994 te komen. Kort voordat de definitieve selectie bekend moest worden gemaakt, blesseerde Ricardo zich. Hierdoor zag hij zijn tweede WK aan zijn neus voorbijgaan. Het was helemaal zuur voor Ricardo aangezien Brazilië zich revancheerde voor de uitschakeling in 1990 en het WK in de Verenigde Staten wist te winnen.

### Erelijst als speler
- Winnaar Braziliaans kampioenschap (1984, Fluminense)
- 3x winnaar kampioenschap van Rio (1983, 1984 en 1985, Fluminense)
- Winnaar Copa América (1989, Brazilië)
- 2x winnaar Portugees landskampioenschap (1989 en 1991, Benfica)
- 2x finalist Taça de Portugal (1989 en 1996, Benfica)
- Winnaar Frans landskampioenschap (1994, PSG)
- 2x winnaar Coupe de France (1994 en 1995, PSG)
- Winnaar Coupe de la Ligue (1995, PSG)

## Loopbaan als trainer
In het seizoen 96/97, meteen na het afsluiten van zijn actieve spelersloopbaan, begon Ricardo zijn trainersloopbaan bij zijn oude club in Frankrijk, Paris Saint-Germain. Na twee succesvolle seizoenen waarin hij twee bekers en een finaleplaats in de Europacup 2 weet te behalen, keert hij terug naar Brazilië. Daar heeft hij achtereenvolgens Sport Recive, Vitoria Guarani, Coritiba en Juventude als hoofdtrainer onder zijn hoede. Het waren vaak maar korte periodes bij de clubs. Eind 2002 wordt hem gevraagd het Braziliaanse Olympische elftal te coachen. Ricardo werkt iets meer dan een jaar bij de voetbalbond voordat hij naar zijn oude club Fluminense trekt, snel gevolgd door een aanstelling bij Flamengo. In november 2004, slechts drie maanden na zijn aanstelling, neemt hij voortijdig afscheid van de club als hij wordt ontslagen.
Op 17 juni 2005 maakte Girondins de Bordeaux bekend dat het Ricardo aangesteld had als nieuwe trainer van de Franse club. Ricardo volgde oud-speler Michel Pavon op die vanwege gezondheidsredenen vier dagen eerder terugtrad.
Hij tekende een contract voor twee seizoenen. De Franse voetbalbond liet Ricardo echter niet toe als hoofdtrainer omdat hij geen geldig trainersdiploma had voor Frankrijk. Bordeaux besloot daarom dat Ricardo op papier de functie algemeen manager kreeg en zijn assistent Éric Bedouet, op papier als hoofdtrainer ging optreden. Het eerste seizoen van Ricardo bij Bordeaux was erg succesvol. Hij leidde de club naar de tweede plek op de ranglijst en kwalificeert zich daarmee voor de Champions League.
In september 2006, aan de vooravond van de Champions League wedstrijden maakten club en coach bekend dat ze een verlengd contract overeen waren gekomen tot 2009. Doch op 7 juni 2007, na het winnen van de Coupe de la Ligue maakte Ricardo bekend dat hij de nieuwe hoofdtrainer van AS Monaco ging worden. Aan zijn verblijf in Bordeaux was voortijdig een eind gekomen. Ondanks het winnen van de Coupe de la Ligue, werd de tweede plek in de competitie op de laatste speeldag verspeeld en daarbij een lucratief avontuur in de Champions League.
Bij AS Monaco tekende Ricardo een contract voor twee seizoenen tot 2009. Zowel het eerste als tweede seizoen eindigde de club uit het prinsdom op een teleurstellende 12de resp. 11de plek. Na goed overleg werd besloten geen nieuw contract aan te gaan waarna Ricardo de club verliet. Niet veel later tekende hij een contract voor een jaar bij São Paulo en keerde daarmee terug naar zijn vaderland.
In februari 2011 werd Ricardo de nieuwe trainer van het Braziliaanse Vasco da Gama.

### Erelijst als trainer
- Finalist Europacup II (1997, Paris SG)
- Winnaar Coupe de France (1998, Paris SG)
- Winnaar Coupe de la Ligue (1998, Paris SG)
- Winnaar Coupe de la Ligue (2007, Girondins de Bordeaux)
- Winnaar Copa do Brasil (2011, Vasco da Gama)
- Winnaar Campeonato Brasileiro Série B (2015, Botafogo)